# Achupallas
Achupallas ist eine Ortschaft und eine Parroquia rural („ländliches Kirchspiel“) im Kanton Alausí der ecuadorianischen Provinz Chimborazo. Die Parroquia besitzt eine Fläche von 972,5 km². Die Einwohnerzahl lag im Jahr 2010 bei 10.529. Die Parroquia wurde im Mai 1897 gegründet.

## Lage
Die Parroquia Achupallas liegt in der Cordillera Real. Der Hauptort Achupallas befindet sich 12,5 km südöstlich des Kantonshauptortes Alausí auf einer Höhe von 3350 m. Von Achupallas führt eine Nebenstraße hinab zur Fernstraße E35 (Alausí–Chunchi).
Das Verwaltungsgebiet erstreckt sich über den Südosten des Kantons Alausí. Es umfasst im Nordwesten das Quellgebiet des Río Chanchán (im Oberlauf auch Río Guasuntos), der nach Westen Richtung Pazifik fließt. Der Südosten wird über die kleineren Flüsse Río Juval und Río Palmira nach Süden zu dem von der Amaluza-Talsperre aufgestauten Río Patate entwässert. Im Nordosten befinden sich das Seensystem der Lagunas de Ozogoche, die in der Quellregion des Río Chambo, rechter Quellfluss des Río Pastaza, liegen. Somit treffen sich in der Parroquia die Einzugsgebiete zweier größerer Amazonas-Zuflüsse sowie eines Zuflusses des Pazifischen Ozeans. Entsprechend verläuft die kontinentale Wasserscheide durch das Verwaltungsgebiet. Im Osten erhebt sich der 4730 m hohe Cerro Soroche.
Die Parroquia Achupallas grenzt im Osten an die Provinz Morona Santiago, im äußersten Südosten an die Provinz Azuay, im Süden an die Provinz Cañar, im Westen an die Parroquias Chunchi (Kanton Chunchi), Sevilla, Pumallacta und Guasuntos sowie im Norden an die Parroquias Tixán, Guamote und Cebadas (die letzten beiden im Kanton Guamote).

## Ökologie
Etwa zwei Drittel des Gebietes im Osten und im Süden liegen innerhalb des Nationalparks Sangay.